# (37354) 2001 TN107
2001 TN107 (asteroide 37354) é um asteroide da cintura principal. Possui uma excentricidade de 0.17449800 e uma inclinação de 3.98026º.
Este asteroide foi descoberto no dia 13 de outubro de 2001 por LINEAR em Socorro.